# Карихтера
Карихтера (лат. Carrichtera) — род травянистых растений семейства Капустные (Brassicaceae). Включает единственный вид — Карихтера однолетняя (Carrichtera annua), распространённый в пустынях и полупустынях Средиземноморья и Западной Азии.
Род назван в честь швейцарского врача и астролога Бартоломея Каррихтера.

## Ботаническое описание
Однолетнее травянистое растение, 2—40 см высотой. Стебли обычно прямостоячие или восходящие. Листья 1- или 2-перисторассечённые, 1—5 см длиной.
Цветки 1 см длиной, собраны в рыхлые кисти, значительно удлиняющиеся при плодах. Чашелистики продолговато-линейные, равные, обычно опушённые. Лепестки белые, бледно-жёлтые или кремовые, с пурпурными прожилками, намного длиннее чашелистиков, от лопатчатых до обратнояйцевидных. Тычинки тетрадинамические; пыльники от яйцевидных до продолговатых. Стручки около 1 см длиной, опушённые, сидячие или на короткой ножке, разделны тонкой перегородкой на 2 камеры, в каждой из которых по 2—4 семени. Семена двурядные, почти шаровидные. x=8; 2n=16, 32.